# UGC 3972
Arp 17 = UGC 3972 ist eine wechselwirkende Balken-Spiralgalaxie vom Hubble-Typ SB im Sternbild Camelopardalis am Nordsternhimmel. Sie ist etwa 234 Millionen Lichtjahre von der Milchstraße entfernt.
Halton Arp gliederte seinen Katalog ungewöhnlicher Galaxien nach rein morphologischen Kriterien in Gruppen. Diese Galaxie gehört zu der Klasse Spiralgalaxien mit abgetrennten Abschnitten (Arp-Katalog).